# Ozillac
Ozillac is een gemeente in het Franse departement Charente-Maritime (regio Nouvelle-Aquitaine) en telt 643 inwoners (2004). De plaats maakt deel uit van het arrondissement Jonzac.

## Geografie
De oppervlakte van Ozillac bedraagt 15,7 km², de bevolkingsdichtheid is 41,0 inwoners per km².
De onderstaande kaart toont de ligging van Ozillac met de belangrijkste infrastructuur en aangrenzende gemeenten.

## Demografie
Onderstaande figuur toont het verloop van het inwonertal (bron: INSEE-tellingen).

## Galerij

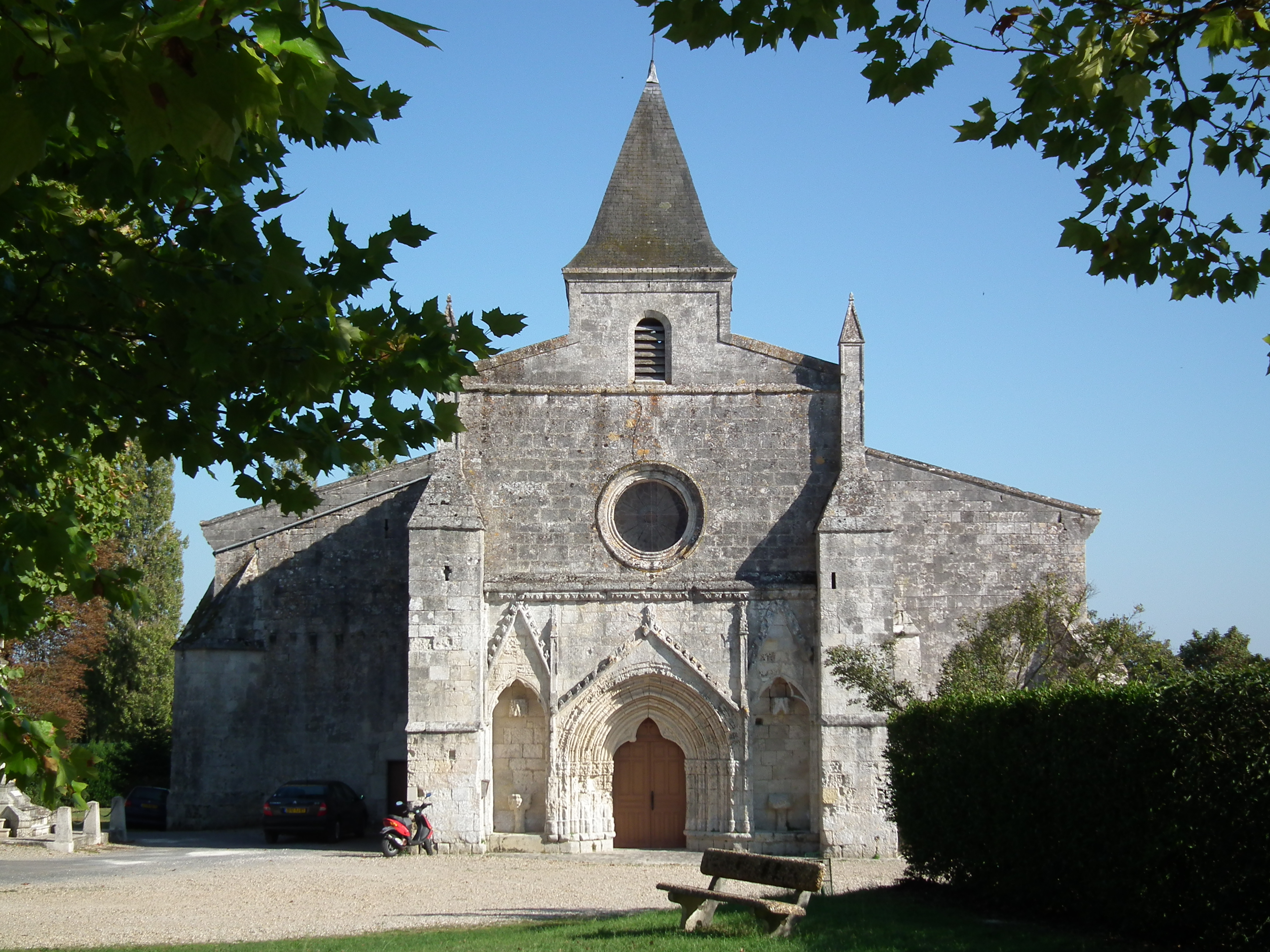
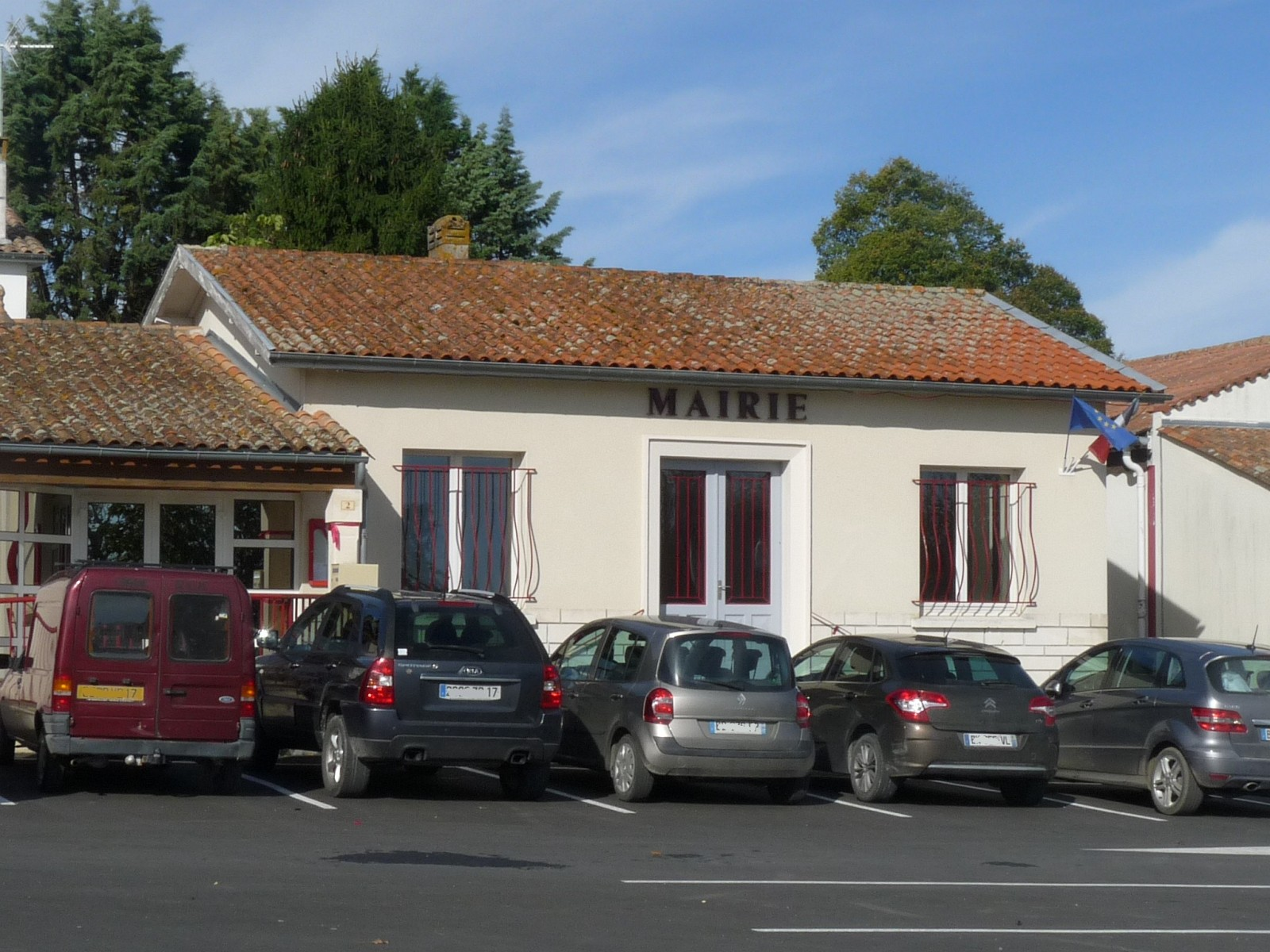
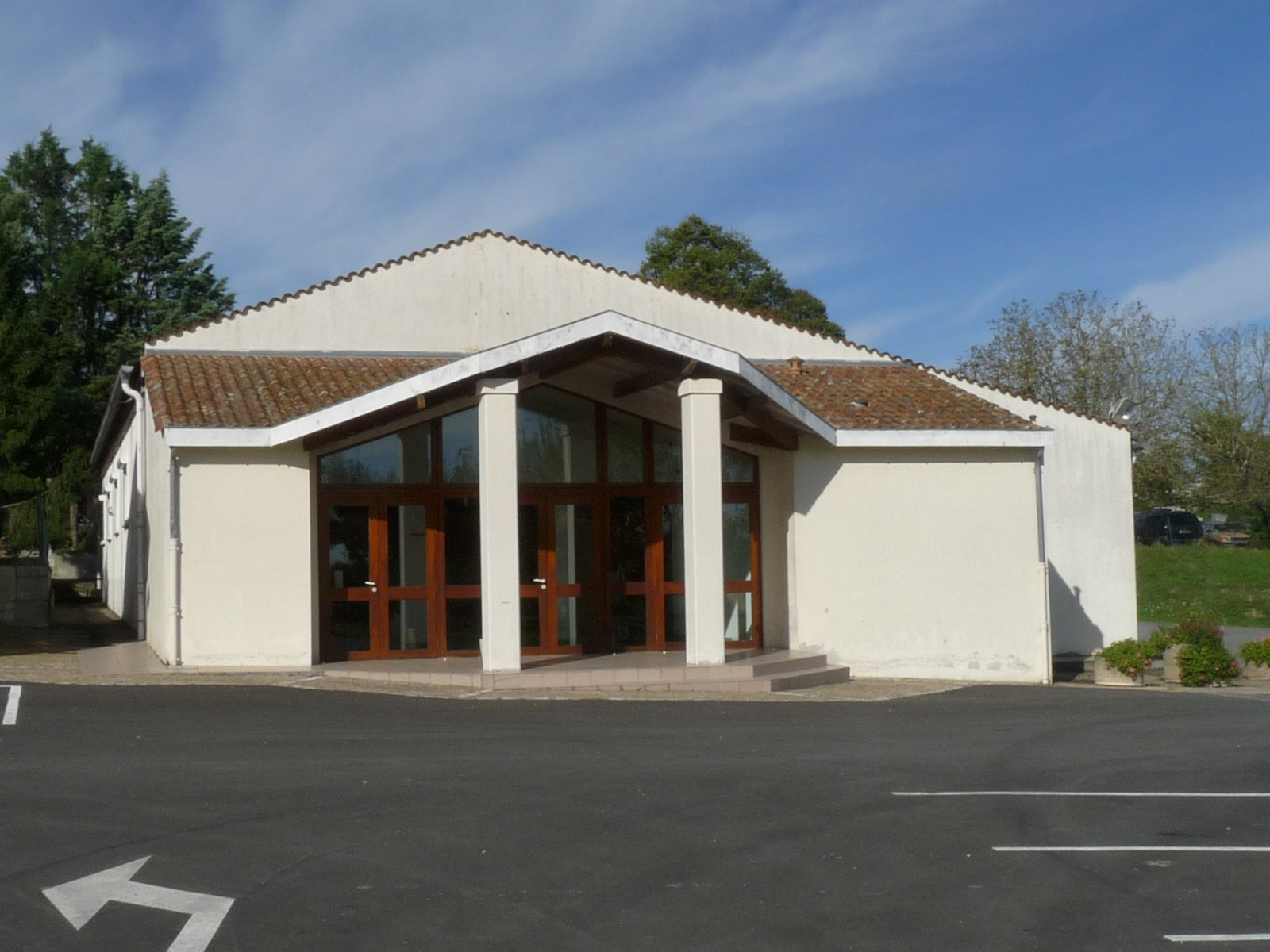
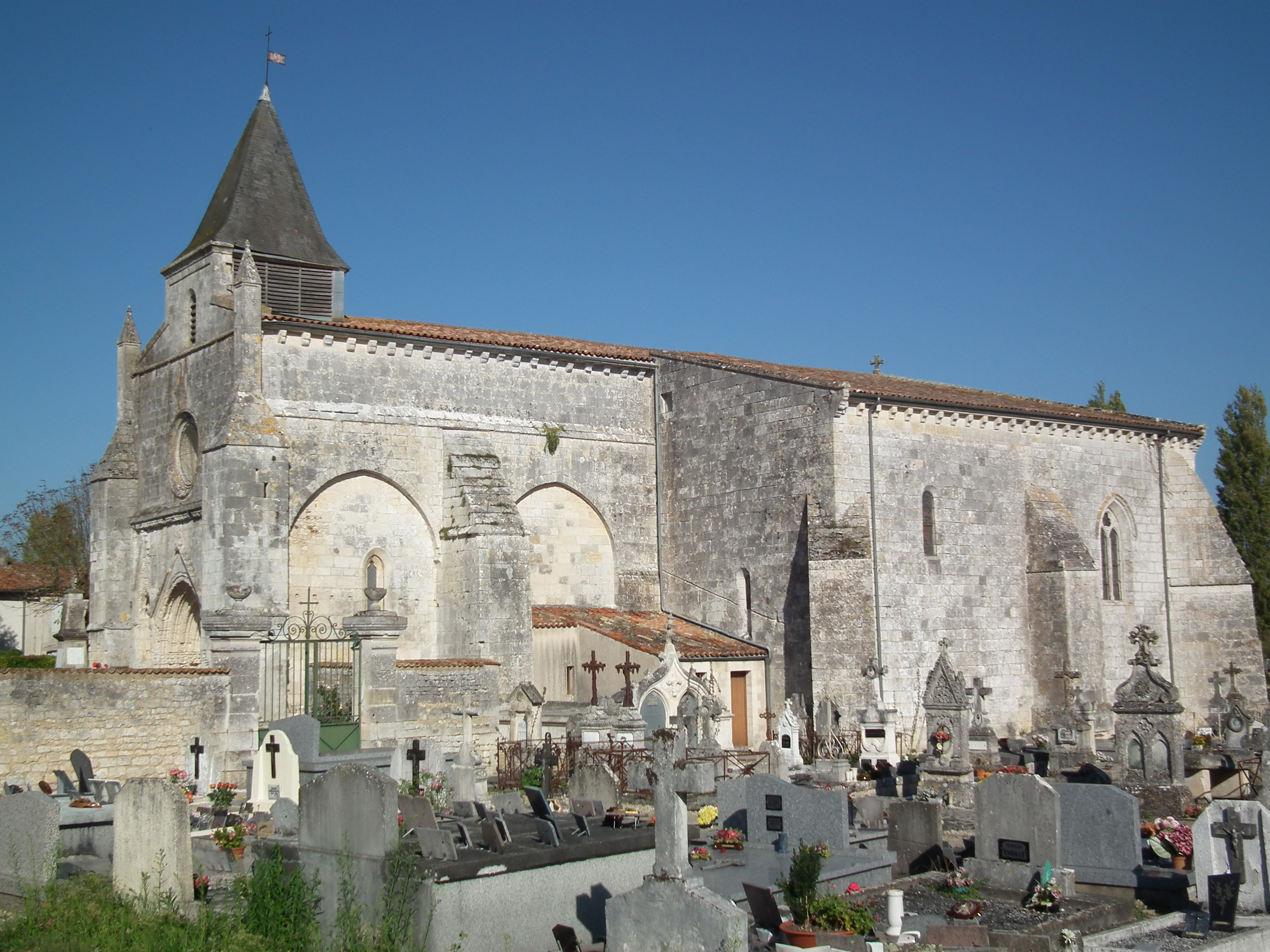